# Discografia de Depeche Mode
La discografia de Depeche Mode, banda anglesa de música electrònica de dilatada trajectòria, consisteix en catorze àlbums d'estudi, set àlbums en directe, deu compilacions i quinze àlbums de vídeos, dels quals se n'han extret un total de 55 senzills i 70 videoclips. A més, han participat en les bandes sonores de tres pel·lícules. Tots els treballs s'han realitzat sota els segells de Mute Records, Sire Records, Reprise Records i Columbia Records.
La importància d'aquesta banda, formada actualment per David Gahan, Martin Gore i Andrew Fletcher, es pot comprovar amb el fet que 45 dels seus senzills han entrat en la llista de senzill britànica (UK Singles Chart) i han aconseguit arribar al capdamunt de les llistes d'àlbums tant dels Estats Units com del Regne Unit (dues ocasions). Segons la seva discogràfica han aconseguit vendre més de 72 milions de còpies a tot el món.

## Àlbums

### Àlbums d'estudi
| Any  | Nom                         | Dades | Posicions en llista | Posicions en llista | Posicions en llista | Posicions en llista | Posicions en llista | Posicions en llista | Posicions en llista | Posicions en llista | Certificacions                                                            |
| Any  | Nom                         | Dades | RUN                 | EUA                 | FRA                 | ALE                 | SUE                 | SUI                 | AUS                 | ITA                 | Certificacions                                                            |
| ---- | --------------------------- | --- | ------------------- | ------------------- | ------------------- | ------------------- | ------------------- | ------------------- | ------------------- | ------------------- | ------------------------------------------------------------------------- |
| 1981 | Speak & Spell               | - Publicació: 7 de novembre de 1981 - Discogràfiques: Mute, Sire - Producció: Depeche Mode, Daniel Miller - Formats: CD, SACD/DVD, Vinil, Casset, Descàrrega digital                  | 10                  | 192                 | —                   | 49                  | 21                  | —                   | 28                  | 99                  | - ALE: 1x Or - RUN: 1x Or                                                 |
| 1982 | A Broken Frame              | - Publicació: 27 de setembre de 1982 - Discogràfiques: Mute, Sire - Producció: Depeche Mode, Daniel Miller - Formats: CD, SACD/DVD, Vinil, Casset, Descàrrega digital                 | 8                   | 177                 | 194                 | 56                  | 22                  | —                   | —                   | 88                  | - RUN: 1x Or                                                              |
| 1983 | Construction Time Again     | - Publicació: 22 d'agost de 1983 - Discogràfiques: Mute, Sire - Producció: Depeche Mode, Daniel Miller - Formats: CD, SACD/DVD, Vinil, Casset, Descàrrega digital                     | 6                   | —                   | —                   | 7                   | 12                  | 21                  | —                   | —                   | - ALE: 1x Or - RUN: 1x Or                                                 |
| 1984 | Some Great Reward           | - Publicació: 27 d'agost de 1984 - Discogràfiques: Mute, Sire - Producció: Depeche Mode, Daniel Miller, Gareth Jones - Formats: CD, SACD/DVD, Vinil, Casset, Descàrrega digital       | 5                   | 51                  | —                   | 3                   | 7                   | 5                   | —                   | 32                  | - ALE: 1x Or - EUA: 1x Platí - RUN: 1x Plata                              |
| 1986 | Black Celebration           | - Publicació: 17 de març de 1986 - Discogràfiques: Mute, Sire - Producció: Depeche Mode, Daniel Miller, Gareth Jones - Formats: CD, SACD/DVD, Vinil, Casset, Descàrrega digital       | 4                   | 90                  | 19                  | 2                   | 5                   | 1                   | 69                  | 17                  | - ALE: 1x Or - EUA: 1x Or - FRA: 1x Or - RUN: 1x Plata                    |
| 1987 | Music for the Masses        | - Publicació: 28 de setembre de 1987 - Discogràfiques: Mute, Sire - Producció: Depeche Mode, David Bascombe, Daniel Miller - Formats: CD, SACD/DVD, Vinil, Casset, Descàrrega digital | 10                  | 35                  | 7                   | 2                   | 4                   | 4                   | 60                  | 7                   | - ALE: 1x Or - EUA: 1x Platí - FRA: 1x Platí - RUN: 1x Plata              |
| 1990 | Violator                    | - Publicació: 19 de març de 1990 - Discogràfiques: Mute, Sire - Producció: Depeche Mode, Flood - Formats: CD, SACD/DVD, Vinil, Casset, Descàrrega digital, DCC                        | 2                   | 7                   | 1                   | 2                   | 6                   | 2                   | 42                  | 5                   | - ALE: 1x Platí - ITA: 1x Or - EUA: 3x Platí - FRA: 1x Platí - RUN: 1x Or |
| 1993 | Songs of Faith and Devotion | - Publicació: 22 de març de 1993 - Discogràfiques: Mute, Sire, Reprise - Producció: Depeche Mode, Flood - Formats: CD, SACD/DVD, Vinil, Casset, Descàrrega digital, MiniDisc, DCC     | 1                   | 1                   | 1                   | 1                   | 2                   | 1                   | 14                  | 1                   | - ALE: 1x Or - EUA: 1x Platí - FRA: 2x Or - RUN: 1x Or                    |
| 1997 | Ultra                       | - Publicació: 14 d'abril de 1997 - Discogràfiques: Mute, Reprise - Producció: Tim Simenon - Formats: CD, SACD/DVD, Vinil, Casset, Descàrrega digital                                  | 1                   | 5                   | 2                   | 1                   | 1                   | 4                   | 7                   | 2                   | - ALE: 1x Or - EUA: 1x Or - FRA: 1x Or - RUN: 1x Or                       |
| 2001 | Exciter                     | - Publicació: 14 de maig de 2001 - Discogràfiques: Mute, Reprise - Producció: Mark Bell - Formats: CD, SACD/DVD, Vinil, Descàrrega digital                                            | 9                   | 8                   | 1                   | 1                   | 1                   | 2                   | 20                  | 2                   | - ALE: 1x Platí - EUA: 1x Or - FRA: 1x Or - RUN: 1x Or                    |
| 2005 | Playing the Angel           | - Publicació: 17 d'octubre de 2007 - Discogràfiques: Mute, Virgin - Producció: Ben Hillier - Formats: CD, SACD/DVD, Vinil, Descàrrega digital                                         | 6                   | 7                   | 1                   | 1                   | 1                   | 1                   | 45                  | 1                   | - ALE: 2x Platí - FRA: 1x Platí - RUN: 1x Or                              |
| 2009 | Sounds of the Universe      | - Publicació: 20 d'abril de 2009 - Discogràfiques: Mute, EMI - Producció: Ben Hillier - Formats: CD, CD+DVD, LP, Descàrrega digital                                                   | 2                   | 3                   | 1                   | 1                   | 1                   | 1                   | 32                  | 1                   | - ALE: 3x Or - FRA: 1x Platí - ITA: 1x Platí - RUN: 1x Plata              |
| 2013 | Delta Machine               | - Publicació: 25 de març de 2013 - Discogràfiques: Columbia, Sony - Producció: Ben Hillier - Formats: CD, LP, Descàrrega digital                                                      | 2                   | 6                   | 1                   | 1                   | 1                   | 1                   | 16                  | 1                   | - ALE: 3x Or - FRA: 1x Platí - ITA: 1x Platí - RUN: 1x Plata              |
| 2017 | Spirit                      | - Publicació: 17 de març de 2017 - Discogràfiques: Columbia, Sony - Producció: James Ford - Formats: CD, LP, descàrrega digital                                                       | 5                   | 5                   | 1                   | 1                   | 3                   | 1                   | 14                  | 1                   | - ALE: 1x Or - FRA: 1x Platí - ITA: 1x Or                                 |
| 2023 | Memento Mori                | - Publicació: 24 de març de 2023 - Discogràfiques: Columbia, Mute - Producció: James Ford - Formats: CD, LP, Casset, descàrrega digital                                               | 2                   | 14                  | 1                   | 1                   | 1                   | 1                   | 36                  | 1                   | - ALE: 1x Or - FRA: 1x Or - ITA: 1x Or                                    |
| Any  | Nom                         | Dades | RUN                 | EUA                 | FRA                 | ALE                 | SUE                 | SUI                 | AUS                 | ITA                 | Certificacions                                                            |
| Any  | Nom                         | Dades | Posicions en llista |                     |                     |                     |                     |                     |                     |                     | Certificacions                                                            |

### Compilacions
| Any  | Nom                           | Dades | Posicions en llista | Posicions en llista | Posicions en llista | Posicions en llista | Posicions en llista | Posicions en llista | Posicions en llista | Posicions en llista | Certificacions                                            |
| Any  | Nom                           | Dades | RUN                 | EUA                 | FRA                 | ALE                 | SUE                 | SUI                 | ITA                 | AUS                 | Certificacions                                            |
| ---- | ----------------------------- | --- | ------------------- | ------------------- | ------------------- | ------------------- | ------------------- | ------------------- | ------------------- | ------------------- | --------------------------------------------------------- |
| 1984 | People Are People             | - Publicació: 2 de juliol de 1984 (Amèrica del Nord) - Discogràfica: Sire - Formats: CD, Vinil, Casset, Descàrrega digital      | —                   | 74                  | —                   | —                   | —                   | —                   | —                   | —                   | - EUA: 1x Or                                              |
| 1985 | The Singles 81>85             | - Publicació: 14 d'octubre de 1985 - Discogràfiques: Mute, Sire - Formats: CD, Vinil, Casset, Descàrrega digital, MiniDisc      | 6                   | 114                 | 19                  | 9                   | 18                  | 14                  | 99                  | 135                 | - ALE: 1x Or - RUN: 1x Or                                 |
| 1985 | Catching up with Depeche Mode | - Publicació: 11 de novembre de 1985 (Amèrica del Nord) - Discogràfica: Sire - Formats: CD, Vinil, Casset, Descàrrega digital   | —                   | 113                 | —                   | —                   | —                   | —                   | —                   | —                   | - EUA: 1x Platí                                           |
| 1987 | Greatest Hits                 | - Publicació: 1987 (Alemanya de l'Est) - Discogràfica: Amiga - Format: Vinil                                                    | —                   | —                   | —                   | —                   | —                   | —                   | —                   | —                   |                                                           |
| 1998 | The Singles 86>98             | - Publicació: 28 de setembre de 1998 - Discogràfiques: Mute, Reprise - Formats: CD, Vinil, Casset, Descàrrega digital, MiniDisc | 5                   | 38                  | 2                   | 1                   | 1                   | 3                   | 2                   | 42                  | - ALE: 1x Platí - EUA: 1x Platí - FRA: 2x Or - RUN: 1x Or |
| 2001 | The Singles 81>98             | - Publicació: 31 d'agost de 2001 - Discogràfiques: Mute - Formats: CD                                                           | 103                 | —                   | —                   | 83                  | —                   | —                   | 16                  | —                   |                                                           |
| 2004 | Remixes 81-04                 | - Publicació: 28 de setembre de 1998 - Discogràfiques: Mute, Reprise - Formats: CD, Vinil, Descàrrega digital                   | 24                  | —                   | 38                  | 2                   | 16                  | 7                   | 6                   | —                   |                                                           |
| 2006 | The Best Of, Volume 1         | - Publicació: 13 de novembre de 2006 - Discogràfiques: Mute, Reprise - Formats: CD, CD/DVD, Descàrrega digital                  | 18                  | 148                 | 38                  | 2                   | 16                  | 7                   | 6                   | —                   | - ALE: 2x Platí - FRA: 1x Or - RUN: 1x Or                 |
| 2006 | The Complete Depeche Mode     | - Publicació: 19 de desembre de 2006 - Discogràfiques: Mute, Reprise, Sire - Format: Descàrrega digital                         | —                   | —                   | —                   | —                   | —                   | —                   | —                   | —                   |                                                           |
| 2011 | Remixes 2: 81–11              | - Publicació: 6 de juny de 2011 - Discogràfiques: Mute - Format: CD, LP, descàrrega digital                                     | 24                  | 105                 | 4                   | 3                   | 9                   | 6                   | 9                   | —                   |                                                           |

### Àlbums en directe
| Any  | Nom                                         | Dades | Posicions en llista | Posicions en llista | Posicions en llista | Posicions en llista | Posicions en llista | Posicions en llista | Posicions en llista | Certificacions                                         |
| Any  | Nom                                         | Dades | RUN                 | EUA                 | FRA                 | ALE                 | SUE                 | SUI                 | AUS                 | Certificacions                                         |
| ---- | ------------------------------------------- | --- | ------------------- | ------------------- | ------------------- | ------------------- | ------------------- | ------------------- | ------------------- | ------------------------------------------------------ |
| 1989 | 101                                         | - Publicació: 13 de març de 1989 - Discogràfiques: Mute, Sire - Formats: CD, Vinil, Casset, descàrrega digital, SACD | 5                   | 45                  | 4                   | 3                   | 14                  | 11                  | 71                  | - ALE: 1x Or - EUA: 1x Or - FRA: 2x Or - RUN: 1x Plata |
| 1993 | Songs of Faith and Devotion Live            | - Publicació: 6 de desembre de 1993 - Discogràfiques: Mute, Sire - Formats: CD, Vinil, Casset, Descàrrega digital    | 46                  | 193                 | —                   | 50                  | 22                  | 47                  | 27                  |                                                        |
| 2006 | Recording the Angel                         | - Publicació: 27 d'abril de 2006 - Discogràfica: Mute - Formats: CD, Descàrrega digital                              | —                   | —                   | —                   | —                   | —                   | —                   | —                   |                                                        |
| 2006 | Touring the Angel: Live in Milan            | - Publicació: 25 de setembre 2006 - Discogràfica: Mute - Formats: CD                                                 | —                   | —                   | —                   | 2                   | —                   | 54                  | —                   |                                                        |
| 2009 | Recording the Universe                      | - Publicació: 10 de maig de 2009 - Discogràfica: Mute - Formats: CD, Descàrrega digital                              | —                   | —                   | —                   | —                   | —                   | —                   | —                   |                                                        |
| 2010 | Tour of the Universe: Barcelona 20/21.11.09 | - Publicació: 5 de novembre de 2010 - Discogràfica: Mute - Formats: CD                                               | —                   | —                   | 7                   | 1                   | 24                  | —                   | —                   |                                                        |
| 2014 | Depeche Mode Live in Berlin                 | - Publicació: 17 de novembre de 2014 - Discogràfica: Mute, Columbia - Formats: CD, DVD, iTunes                       | 64                  | —                   | 9                   | 2                   | 22                  | 13                  | —                   |                                                        |
| 2020 | Spirits in the Forest                       | - Publicació: 26 de juny de 2020 - Discogràfica: Mute, Columbia - Formats: CD, DVD, Blu-ray, descàrrega digital      | —                   | —                   | 4                   | 1                   | —                   | 4                   | —                   |                                                        |

### Box sets
| Any  | Nom                                         | Dades |
| ---- | ------------------------------------------- | --- |
| 1991 | X1                                          | - Publicació: 21 d'abril de 1991 - Discogràfica: WEA - Publicat només al Japó. |
| 1991 | X2                                          | - Publicació: 21 d'abril de 1991 - Discogràfica: WEA - Publicat només al Japó. |
| 1991 | Singles Box, Vol. 1                         | - Publicació: 28 de novembre de 1991 - Discogràfiques: Mute, Rhino, WEA - Inclou: "Dreaming of Me", "New Life", "Just Can't Get Enough", "See You", "The meaning of Love" i "Leave in Silence". - Rellançament l'any 2004.                       |
| 1991 | Singles Box, Vol. 2                         | - Publicació: 28 de novembre de 1991 - Discogràfiques: Mute, Rhino, WEA - Inclou: "Get the Balance Right!", "Everything Counts", "Love in Itself", "People Are People", "Master and Servant" i "Blasphemous Rumours". - Rellançament l'any 2004. |
| 1991 | Singles Box, Vol. 3                         | - Publicació: 12 de desembre de 1991 - Discogràfiques: Mute, Rhino, WEA - Inclou: "Shake the Disease", "It's Called a Heart", "Stripped", "A Question of Lust", "A Question of Time" i "Little 15". - Rellançament l'any 2004.                   |
| 2004 | Singles Box, Vol. 4                         | - Publicació: 30 de març de 2004 - Discogràfiques: Mute, Rhino, WEA - Inclou: "Strangelove", "Never Let Me Down Againg", "Behind the Wheel", "Everything Counts (Live)", "Personal Jesus" i "Enjoy the Silence".                                 |
| 2004 | Singles Box, Vol. 5                         | - Publicació: 30 de març de 2004 - Discogràfiques: Mute, Rhino, WEA - Inclou: "Policy of Truth", "World in My Eyes", "I Feel You", "Walking in My Shoes", "Condemnation" i "In Your Room".                                                       |
| 2004 | Singles Box, Vol. 6                         | - Publicació: 30 de març de 2004 - Discogràfiques: Rhino, WEA - Inclou: "Barrel of a Gun", "It's No Good", "Home", "Useless", "Only When I Lose Myself" i "Dream On".                                                                            |
| 2018 | Speak & Spell: The 12″ Singles              | - Publicació: 31 d'agost de 2018 - Discogràfiques: Mute, Columbia |
| 2018 | A Broken Frame: The 12″ Singles             | - Publicació: 31 d'agost de 2018 - Discogràfiques: Mute, Columbia |
| 2018 | Construction Time Again: The 12″ Singles    | - Publicació: 14 de desembre de 2018 - Discogràfiques: Mute, Columbia |
| 2018 | Some Great Reward: The 12″ Singles          | - Publicació: 14 de desembre de 2018 - Discogràfiques: Mute, Columbia |
| 2019 | Black Celebration: The 12″ Singles          | - Publicació: 31 de maig de 2019 - Discogràfiques: Mute, Columbia |
| 2019 | Music for the Masses: The 12″ Singles       | - Publicació: 31 de maig de 2019 - Discogràfiques: Mute, Columbia |
| 2020 | Mode                                        | - Publicació: 24 de gener de 2020 - Discogràfiques: Mute, Columbia |
| 2020 | Violator: The 12″ Singles                   | - Publicació: 17 de juliol de 2020 - Discogràfiques: Mute, Columbia |
| 2020 | Songs of Faith of Devotion: The 12″ Singles | - Publicació: 30 d'octubre de 2020 - Discogràfiques: Mute, Columbia |

### Àlbums de vídeo
| Any  | DVD                                         | Dades | Certificacions               |
| ---- | ------------------------------------------- | --- | ---------------------------- |
| 1985 | The World We Live In and Live in Hamburg    | - Publicació: 1985 - Discogràfiques: Virgin, Mute, Sire - Formats: VHS, Betamax, Laserdisc - Filmat en directe a Hamburg (Alemanya)                                                                                      |                              |
| 1985 | Some Great Videos                           | - Publicació: 1985 - Discogràfiques: Virgin, Sire - Formats: VHS, Betamax, Laserdisc | - EUA: 1x Or                 |
| 1988 | Strange                                     | - Publicació: 1988 - Discogràfiques: Virgin, Mute - Formats: VHS, Laserdisc | - EUA: 1x Or                 |
| 1989 | 101                                         | - Publicació: 1989 - Discogràfiques: Mute, Sire - Formats: VHS, Laserdisc, DVD, UMD - El documental es va rellançar el 10 de novembre de 2003.                                                                           | - ALE: 1x Or - EUA: 1x Platí |
| 1990 | Strange Too                                 | - Publicació: 1990 - Discogràfiques: Mute, BMG - Formats: VHS, Laserdisc | - EUA: 1x Platí              |
| 1993 | Devotional                                  | - Publicació: 1993 - Discogràfiques: Mute, BMG - Formats: VHS, Laserdisc, DVD, UMD - Filmat en directe a Barcelona (Espanya), Liévin (França) i Frankfurt (Alemanya) durant la gira Devotional Tour de 1993.             | - ALE: 1x Or                 |
| 1998 | The Videos 86>98                            | - Publicació: 1998 - Discogràfiques: Mute - Formats: VHS, DVD - Originalment es va llançar en VHS, el 12 d'octubre de 1999 es va rellançar en DVD.                                                                       |                              |
| 1998 | Some Great Videos 81>85                     | - Publicació: 1998 - Discogràfica: Mute - Format: VHS |                              |
| 2002 | One Night in Paris                          | - Publicació: 27 de maig de 2002 - Discogràfiques: Mute - Formats: VHS, DVD, UMD - Filmat en directe a París (França) el 10 d'octubre de 2001 durant la gira Exciter Tour.                                               | - ALE: 1x Platí - EUA: 1x Or |
| 2002 | The Videos 86>98 +                          | - Publicació: 25 de novembre de 2002 - Discogràfiques: Mute - Formats: VHS, DVD - Rellançament de The Videos 86>98 amb nou material.                                                                                     | - ALE: 1x Platí - EUA: 1x Or |
| 2006 | Touring the Angel: Live in Milan            | - Publicació: 25 de setembre de 2006 - Discogràfiques: Mute - Formats: DVD, CD - Filmat en directe a Milà (Itàlia) els dies 18 i 19 de febrer de 2006 durant la gira Touring the Angel.                                  | - ALE: 2x Platí              |
| 2006 | The Best of – Volume 1                      | - Publicació: 13 de novembre de 2006 - Discogràfiques: Mute - Formats: DVD, CD |                              |
| 2010 | Tour of the Universe: Barcelona 20/21.11.09 | - Publicació: 8 de novembre de 2010 - Discogràfiques: Mute - Formats: DVD, Blu-ray - Filmat en directe a Barcelona (Espanya) els dies 20 i 21 de novembre de 2009 durant la gira Tour of the Universe.                   | - ALE: 1x Platí              |
| 2014 | Live in Berlin                              | - Publicació: 17 de novembre de 2014 - Discogràfiques: Mute, Columbia - Formats: DVD, descàrrega digital - Filmat en directe a Berlín (Alemanya) els dies 25 i 27 de novembre de 2013 durant la gira Delta Machine Tour. |                              |
| 2016 | Video Singles Collection                    | - Publicació: 18 de novembre de 2016 - Discogràfiques: Mute, Columbia - Formats: DVD, descàrrega digital |                              |

## Senzills
| Any  | Nom                                                     | Posicions en llista | Posicions en llista | Posicions en llista | Posicions en llista | Posicions en llista | Posicions en llista | Posicions en llista | Posicions en llista | Posicions en llista | Posicions en llista | Certificacions                                         | Àlbum                       |
| Any  | Nom                                                     | RU                  | EUA                 | IRL                 | FRA                 | ALE                 | SUE                 | ITA                 | SUI                 | AUS                 | ESP                 | Certificacions                                         | Àlbum                       |
| ---- | ------------------------------------------------------- | ------------------- | ------------------- | ------------------- | ------------------- | ------------------- | ------------------- | ------------------- | ------------------- | ------------------- | ------------------- | ------------------------------------------------------ | --------------------------- |
| 1981 | «Dreaming of Me» 1                                      | 57                  | —                   | —                   | —                   | 45                  | —                   | —                   | —                   | —                   | —                   |                                                        | —                           |
| 1981 | «New Life»                                              | 11                  | —                   | 22                  | —                   | —                   | —                   | —                   | —                   | —                   | —                   |                                                        | Speak & Spell               |
| 1981 | «Just Can't Get Enough»                                 | 8                   | —                   | 16                  | 31                  | —                   | 14                  | —                   | —                   | 4                   | —                   | - RUN: 1x Or                                           | Speak & Spell               |
| 1982 | «See You»                                               | 6                   | —                   | 9                   | —                   | 44                  | —                   | —                   | —                   | —                   | —                   | - RUN: 1x Plata                                        | A Broken Frame              |
| 1982 | «The Meaning of Love»                                   | 12                  | —                   | 17                  | —                   | 64                  | 16                  | —                   | —                   | —                   | —                   |                                                        | A Broken Frame              |
| 1982 | «Leave in Silence»                                      | 18                  | —                   | 13                  | —                   | 58                  | 17                  | —                   | —                   | —                   | —                   |                                                        | A Broken Frame              |
| 1983 | «Get the Balance Right!»                                | 13                  | —                   | 16                  | 61                  | 38                  | —                   | —                   | —                   | —                   | —                   |                                                        | —                           |
| 1983 | «Everything Counts»                                     | 6                   | —                   | 15                  | —                   | 23                  | 18                  | —                   | 8                   | —                   | —                   | - RUN: 1x Plata                                        | Construction Time Again     |
| 1983 | «Love, in Itself»                                       | 21                  | —                   | 27                  | —                   | 28                  | —                   | —                   | —                   | —                   | —                   |                                                        | Construction Time Again     |
| 1984 | «People Are People»                                     | 4                   | 13                  | 2                   | 48                  | 1                   | 15                  | —                   | 4                   | 25                  | —                   | - RUN: 1x Plata                                        | Some Great Reward           |
| 1984 | «Master and Servant»                                    | 9                   | 87                  | 6                   | 34                  | 2                   | 7                   | —                   | 8                   | 89                  | —                   |                                                        | Some Great Reward           |
| 1984 | «Blasphemous Rumours» / «Somebody»                      | 16                  | —                   | 8                   | 68                  | 22                  | —                   | —                   | 19                  | 87                  | —                   |                                                        | Some Great Reward           |
| 1985 | «Shake the Disease»                                     | 18                  | —                   | 9                   | 13                  | 4                   | 5                   | —                   | 6                   | —                   | —                   |                                                        | The Singles 81>85           |
| 1985 | «It's Called a Heart»                                   | 18                  | —                   | 5                   | 29                  | 8                   | 7                   | —                   | 7                   | —                   | —                   |                                                        | The Singles 81>85           |
| 1986 | «Stripped» / «But Not Tonight» 2                        | 15                  | —                   | 6                   | 39                  | 4                   | 9                   | —                   | 8                   | —                   | —                   |                                                        | Black Celebration           |
| 1986 | «A Question of Lust»                                    | 28                  | —                   | 13                  | 57                  | 8                   | 17                  | —                   | 12                  | —                   | —                   |                                                        | Black Celebration           |
| 1986 | «A Question of Time»                                    | 17                  | —                   | 10                  | 29                  | 4                   | 18                  | —                   | 9                   | —                   | —                   |                                                        | Black Celebration           |
| 1987 | «Strangelove»                                           | 16                  | 76                  | 6                   | 25                  | 2                   | 5                   | —                   | 3                   | —                   | —                   |                                                        | Music for the Masses        |
| 1987 | «Never Let Me Down Again»                               | 22                  | 63                  | 12                  | 29                  | 2                   | 7                   | —                   | 7                   | 82                  | —                   |                                                        | Music for the Masses        |
| 1987 | «Behind the Wheel» 3                                    | 21                  | 61                  | 16                  | 21                  | 6                   | 10                  | —                   | 6                   | 98                  | —                   |                                                        | Music for the Masses        |
| 1988 | «Little 15»                                             | 60                  | —                   | —                   | 93                  | 16                  | —                   | —                   | 18                  | —                   | —                   |                                                        | Music for the Masses        |
| 1988 | «Strangelove '88»                                       | —                   | 50                  | —                   | —                   | —                   | —                   | —                   | —                   | —                   | —                   |                                                        | Music for the Masses        |
| 1989 | «Everything Counts (Live)»                              | 22                  | —                   | 17                  | 29                  | 12                  | —                   | —                   | 18                  | —                   | —                   |                                                        | 101                         |
| 1989 | «Personal Jesus»                                        | 13                  | 28                  | 7                   | 27                  | 5                   | 17                  | —                   | 5                   | 134                 | —                   | - EUA: 1x Or - RUN: 1x Plata                           | Violator                    |
| 1990 | «Enjoy the Silence»                                     | 6                   | 8                   | 3                   | —                   | 2                   | 5                   | 5                   | 2                   | 71                  | 1                   | - ALE: 1x Or - EUA: 1x Or - ITA: 1x Platí - RUN: 1x Or | Violator                    |
| 1990 | «Policy of Truth»                                       | 16                  | 15                  | 11                  | —                   | 7                   | 20                  | 7                   | 12                  | 143                 | 7                   |                                                        | Violator                    |
| 1990 | «World in My Eyes»                                      | 17                  | 52                  | 7                   | —                   | 7                   | —                   | 28                  | 5                   | 153                 | 2                   |                                                        | Violator                    |
| 1993 | «I Feel You»                                            | 8                   | 37                  | 6                   | —                   | 4                   | 2                   | 4                   | 4                   | 37                  | 1                   | - EUA: 1x Or                                           | Songs of Faith and Devotion |
| 1993 | «Walking in My Shoes»                                   | 14                  | 69                  | 15                  | —                   | 14                  | 8                   | 9                   | 26                  | 74                  | 6                   |                                                        | Songs of Faith and Devotion |
| 1993 | «Condemnation»                                          | 9                   | —                   | 19                  | —                   | 23                  | 3                   | 24                  | 38                  | 78                  | 9                   |                                                        | Songs of Faith and Devotion |
| 1994 | «In Your Room»                                          | 8                   | —                   | 15                  | —                   | 24                  | 2                   | 25                  | 14                  | 40                  | 4                   |                                                        | Songs of Faith and Devotion |
| 1997 | «Barrel of a Gun»                                       | 4                   | 47                  | 13                  | —                   | 3                   | 1                   | 4                   | 30                  | 33                  | 1                   |                                                        | Ultra                       |
| 1997 | «It's No Good»                                          | 5                   | 38                  | 13                  | —                   | 5                   | 1                   | 2                   | 30                  | 52                  | 1                   |                                                        | Ultra                       |
| 1997 | «Home» 4                                                | 23                  | 88                  | —                   | —                   | 11                  | 10                  | 3                   | 47                  | 102                 | 4                   |                                                        | Ultra                       |
| 1997 | «Useless»                                               | 28                  | —                   | —                   | —                   | 16                  | 16                  | 16                  | —                   | 134                 | —                   |                                                        | Ultra                       |
| 1998 | «Only When I Lose Myself»                               | 17                  | 61                  | 28                  | —                   | 2                   | 4                   | 4                   | 16                  | 34                  | 1                   |                                                        | The Singles 86>98           |
| 2001 | «Dream On»                                              | 6                   | 85                  | 24                  | 12                  | 1                   | 4                   | 1                   | 13                  | —                   | 1                   |                                                        | Exciter                     |
| 2001 | «I Feel Loved»                                          | 12                  | —                   | 27                  | 39                  | 9                   | 16                  | 5                   | 64                  | 95                  | 4                   |                                                        | Exciter                     |
| 2001 | «Freelove»                                              | 19                  | —                   | 41                  | 52                  | 8                   | 20                  | 3                   | 67                  | 110                 | 3                   |                                                        | Exciter                     |
| 2002 | «Goodnight Lovers» 5                                    | —                   | —                   | 16                  | 15                  | 15                  | 69                  | 4                   | —                   | 113                 | 33                  |                                                        | Exciter                     |
| 2004 | «Enjoy the Silence '04» 6 (remesclada per Mike Shinoda) | 7                   | —                   | 40                  | 15                  | 5                   | 31                  | 10                  | 44                  | —                   | 4                   |                                                        | Remixes 81-04               |
| 2005 | «Precious»                                              | 4                   | 71                  | 12                  | 32                  | 2                   | 1                   | 1                   | 12                  | —                   | 1                   |                                                        | Playing the Angel           |
| 2005 | «A Pain That I'm Used To»                               | 15                  | —                   | 31                  | 96                  | 11                  | 13                  | 2                   | 23                  | —                   | 1                   |                                                        | Playing the Angel           |
| 2006 | «Suffer Well»                                           | 12                  | —                   | 18                  | 87                  | 13                  | 20                  | 5                   | 66                  | —                   | 2                   |                                                        | Playing the Angel           |
| 2006 | «John the Revelator» / «Lilian»                         | 18                  | —                   | 22                  | —                   | 16                  | 19                  | 16                  | 70                  | —                   | 2                   |                                                        | Playing the Angel           |
| 2006 | «Martyr»                                                | 13                  | —                   | 32                  | 64                  | 2                   | 10                  | 1                   | 17                  | —                   | 1                   |                                                        | The Best Of, Volume 1       |
| 2009 | «Wrong»                                                 | 24                  | —                   | 34                  | 10                  | 2                   | 5                   | 1                   | 16                  | —                   | 41                  |                                                        | Sounds of the Universe      |
| 2009 | «Peace»                                                 | 57                  | —                   | —                   | 18                  | 25                  | 59                  | 5                   | 53                  | —                   | —                   |                                                        | Sounds of the Universe      |
| 2009 | «Fragile Tension» / «Hole to Feed»                      | —                   | —                   | —                   | 27                  | 39                  | —                   | —                   | —                   | —                   | —                   |                                                        | Sounds of the Universe      |
| 2011 | «Personal Jesus 2011»                                   | 119                 | —                   | —                   | 91                  | 36                  | —                   | —                   | 73                  | —                   | —                   |                                                        | Remixes 2: 81–11            |
| 2013 | «Heaven»                                                | 60                  | —                   | 84                  | 27                  | 2                   | —                   | 33                  | 18                  | —                   | 11                  | - ITA: 1x Or                                           | Delta Machine               |
| 2013 | «Soothe My Soul»                                        | 88                  | —                   | —                   | 45                  | 22                  | —                   | —                   | —                   | —                   | —                   |                                                        | Delta Machine               |
| 2013 | «Should Be Higher»                                      | 81                  | —                   | —                   | 58                  | 19                  | —                   | —                   | 61                  | —                   | —                   |                                                        | Delta Machine               |
| 2017 | «Where's the Revolution»                                | —                   | —                   | —                   | 22                  | 29                  | —                   | —                   | 57                  | —                   | 24                  |                                                        | Spirit                      |
| 2017 | «Going Backwards»                                       | —                   | —                   | —                   | 90                  | —                   | —                   | —                   | —                   | —                   | —                   |                                                        | Spirit                      |
| 2017 | «Cover Me»                                              | —                   | —                   | —                   | 67                  | —                   | —                   | —                   | —                   | —                   | —                   |                                                        | Spirit                      |
| 2023 | «Ghosts Again»                                          | 20                  | —                   | —                   | —                   | 28                  | —                   | —                   | 79                  | —                   | —                   |                                                        | Memento Mori                |
| 2023 | «My Cosmos Is Mine»                                     | 32                  | —                   | —                   | —                   | —                   | —                   | —                   | —                   | —                   | —                   |                                                        | Memento Mori                |
| 2023 | «Wagging Tongue»                                        | 22                  | —                   | —                   | —                   | —                   | —                   | —                   | —                   | —                   | —                   |                                                        | Memento Mori                |
| 2023 | «Speak to Me»                                           | 22                  | —                   | —                   | —                   | —                   | —                   | —                   | —                   | —                   | —                   |                                                        | Memento Mori                |
| 2023 | «My Favourite Stranger»                                 | 19                  | —                   | —                   | —                   | —                   | —                   | —                   | —                   | —                   | —                   |                                                        | Memento Mori                |
| 2024 | «Before We Drown»                                       | 58                  | —                   | —                   | —                   | —                   | —                   | —                   | —                   | —                   | —                   |                                                        | Memento Mori                |
| 2024 | «People Are Good»                                       | 52                  | —                   | —                   | —                   | —                   | —                   | —                   | —                   | —                   | —                   |                                                        | Memento Mori                |
| Any  | Nom                                                     | UK                  | EUA                 | IRL                 | FRA                 | GER                 | SWE                 | ITA                 | CHE                 | AUS                 | ESP                 | Certificacions                                         | Àlbum                       |

- Nota 1:  La versió no fade-out de "Dreaming of Me" apareix en el CD de Speak & Spell tot i no pertànyer a cap àlbum oficialment.
- Nota 2:  "But Not Tonight" es va llançar com a cara A només als Estats Units.
- Nota 3:  El megamix de "Route 66" i "Behind the Wheel" són cançons que van entrar en les llistes dels Estats Units, Austràlia i Nova Zelanda.
- Nota 4:  "Home" es va llançar com a doble cara A amb "Useless" als Estats Units.
- Nota 5:  "Goodnight Lovers" no va poder aparèixer a les llistes del Regne Unit perquè el seu senzill contenia més de tres cançons.
- Nota 6:  "Remixes 04" estava limitat a l'edició de 12" de les remescles llançades per complementar la publicació de "Enjoy the Silence '04".

### Altres cançons
| Any  | Títol                   | Àlbum                            |
| ---- | ----------------------- | -------------------------------- |
| 1984 | «Something to Do»       | Some Great Reward                |
| 1989 | «Dangerous»             | Senzill de «Personal Jesus»      |
| 1990 | «Halo»                  | Violator                         |
| 1993 | «Condemnation (Live)»   | Songs of Faith and Devotion Live |
| 2006 | «The Darkest Star»      | Playing the Angel                |
| 2009 | «Perfect»               | Sounds of the Universe           |
| 2009 | «Oh Well»               | Sounds of the Universe           |
| 2011 | «Behind the Wheel 2011» | Remixes 2: 81–11                 |
| 2013 | «All That's Mine»       | Senzill de «Heaven»              |
| 2013 | «Goodbye»               | Delta Machine                    |
| 2017 | «So Much Love»          | Spirit                           |

## Videoclips
| Any  | Títol                     | Director                     | Comentaris                            |
| ---- | ------------------------- | ---------------------------- | ------------------------------------- |
| 1981 | «Just Can't Get Enough»   | Clive Richardson             |                                       |
| 1982 | «See You»                 | Julien Temple                |                                       |
| 1982 | «The Meaning of Love»     | Julien Temple                |                                       |
| 1982 | «Leave in Silence»        | Julien Temple                |                                       |
| 1983 | «Get the Balance Right!»  | Kevin Hewitt                 |                                       |
| 1983 | «Everything Counts»       | Clive Richardson             |                                       |
| 1983 | «Love, in Itself»         | Clive Richardson             |                                       |
| 1984 | «People Are People»       | Clive Richardson             | Versió senzill i versió Different Mix |
| 1984 | «Master and Servant»      | Clive Richardson             |                                       |
| 1984 | «Blasphemous Rumours»     | Clive Richardson             |                                       |
| 1984 | «Somebody»                | Clive Richardson             |                                       |
| 1985 | «Shake the Disease»       | Peter Care                   |                                       |
| 1985 | «It's Called a Heart»     | Peter Care                   |                                       |
| 1986 | «Stripped»                | Peter Care                   |                                       |
| 1986 | «But Not Tonight»         | Tamra Davis                  | Dues versions                         |
| 1986 | «A Question of Lust»      | Clive Richardson             |                                       |
| 1986 | «A Question of Time»      | Anton Corbijn                |                                       |
| 1987 | «Strangelove»             | Anton Corbijn                |                                       |
| 1987 | «Never Let Me Down Again» | Anton Corbijn                | Versió senzill i versió Split Mix     |
| 1987 | «Behind the Wheel»        | Anton Corbijn                | Versió senzill i versió Remix         |
| 1987 | «Pimpf»                   | Anton Corbijn                |                                       |
| 1988 | «Little 15»               | Martyn Atkins                |                                       |
| 1988 | «Strangelove '88»         | Martyn Atkins                |                                       |
| 1989 | «Everything Counts»       | D.A. Pennebaker              | Versió en directe                     |
| 1989 | «Personal Jesus»          | Anton Corbijn                |                                       |
| 1990 | «Enjoy the Silence»       | Anton Corbijn                |                                       |
| 1990 | «Policy of Truth»         | Anton Corbijn                |                                       |
| 1990 | «World in My Eyes»        | Anton Corbijn                | Dues versions                         |
| 1990 | «Halo»                    | Anton Corbijn                |                                       |
| 1990 | «Clean»                   | Anton Corbijn                |                                       |
| 1993 | «I Feel You»              | Anton Corbijn                |                                       |
| 1993 | «Walking in My Shoes»     | Anton Corbijn                |                                       |
| 1993 | «Condemnation»            | Anton Corbijn                | Versió en directe i versió Paris Mix  |
| 1993 | «Personal Jesus»          | Anton Corbijn                | Versió en directe                     |
| 1993 | «Enjoy the Silence"»      | Anton Corbijn                | Versió en directe                     |
| 1993 | «Halo»                    | Anton Corbijn                | Versió en directe                     |
| 1993 | «One Caress»              | Kevin Kerslake               |                                       |
| 1994 | «In Your Room»            | Anton Corbijn                |                                       |
| 1997 | «Barrel of a Gun»         | Anton Corbijn                |                                       |
| 1997 | «It's No Good»            | Anton Corbijn                |                                       |
| 1997 | «Home»                    | Steve Green                  |                                       |
| 1997 | «Useless»                 | Anton Corbijn                |                                       |
| 1998 | «Only When I Lose Myself» | Brian Griffin                |                                       |
| 2001 | «Dream On»                | Stéphane Sednaoui            |                                       |
| 2001 | «I Feel Loved»            | John Hillcoat                | Versió senzill i versió Dan-O-Rama    |
| 2001 | «I Feel Loved»            | Anton Corbijn                | Versió en directe                     |
| 2001 | «Freelove»                | John Hillcoat                |                                       |
| 2001 | «Freelove»                | Anton Corbijn                | Versió en directe                     |
| 2002 | «Goodnight Lovers»        | John Hillcoat                |                                       |
| 2004 | «Enjoy the Silence '04»   | Uwe Flade                    |                                       |
| 2005 | «Precious»                | Uwe Flade                    |                                       |
| 2005 | «A Pain That I'm Used To» | Uwe Flade                    |                                       |
| 2006 | «Suffer Well»             | Anton Corbijn                |                                       |
| 2006 | «John the Revelator»      | Blue Leach                   |                                       |
| 2006 | «Martyr»                  | Robert Chandler              |                                       |
| 2009 | «Wrong»                   | Patrick Daughters            |                                       |
| 2009 | «Peace»                   | Jonas & François             |                                       |
| 2009 | «Hole to Feed»            | Eric Wareheim                |                                       |
| 2009 | «Fragile Tension»         | Barney Steel Robert Chandler |                                       |
| 2011 | «Personal Jesus 2011»     | Andrew Faber                 |                                       |
| 2013 | «Heaven»                  | Timothy Saccenti             |                                       |
| 2013 | «Soothe My Soul»          | Warren Fu                    |                                       |
| 2013 | «Should Be Higher»        | Anton Corbijn                | Versió en directe                     |
| 2017 | «Where's the Revolution»  | Anton Corbijn                |                                       |
| 2017 | «Going Backwards»         | Timothy Saccenti             | Versió senzill i versió 360°          |
| 2017 | «Heroes»                  | Timothy Saccenti             |                                       |
| 2017 | «Cover Me»                | Anton Corbijn                |                                       |
| 2023 | «Ghosts Again»            | Anton Corbijn                |                                       |
| 2023 | «Wagging Tongue»          | The Sacred Egg               |                                       |
| 2023 | «My Favourite Stranger»   | Anton Corbijn                |                                       |
| 2024 | «Before We Drown»         | Anton Corbijn                |                                       |
| 2024 | «People Are Good»         | Rich Hall                    |                                       |

## Tributs
| Any  | Àlbum                                                                       | Artista      | Dades                                                                                               |
| ---- | --------------------------------------------------------------------------- | ------------ | --------------------------------------------------------------------------------------------------- |
| 1991 | I Sometimes Wish I Was Famous: A Swedish Tribute to Depeche Mode            | Diversos     | - Publicació: 1991 - Discogràfica: Energy Rekords - Format: CD                                      |
| 1996 | Trancemode Express 1.01: A Tribute To Depeche Mode                          | Diversos     | - Publicació: 16 de gener de 1996 - Discogràfica: Cleopatra - Formats: CD, Descàrrega digital       |
| 1997 | Trancemode Express 2.01: A Trance Tribute to Depeche Mode                   | Diversos     | - Publicació: 2 de setembre de 1997 - Discogràfica: Cleopatra - Formats: CD, Descàrrega digital     |
| 1998 | For the Masses                                                              | Diversos     | - Publicació: 4 d'agost de 1998 - Discogràfica: A & M - Formats: Casset, CD                         |
| 1998 | Depesha dlya Depeche Mode - Depesha 1 (Tribut rus a Depeche Mode, volume 1) | Diversos     | - Publicació: 1998 (Rússia) - Discogràfica: FeeLee Records - Format: CD                             |
| 1998 | Depesha dlya Depeche Mode - Depesha 2 (Tribut rus a Depeche Mode, volume 2) | Diversos     | - Publicació: 1998 (Rússia) - Discogràfica: FeeLee Records - Format: CD                             |
| 1999 | Trancemode Express 3.01: A Tribute to Depeche Mode                          | Diversos     | - Publicació: 23 de març de 1999 - Discogràfica: Cleopatra - Formats: CD, Descàrrega digital        |
| 2000 | Reconstrucion Time Again: A Tribute Compilation                             | Diversos     | - Publicació: 11 d'abril de 2000 - Discogràfica: Spv (Alemanya i Estats Units) - Format: CD         |
| 2001 | A Tribute to Depeche Mode: Sweetest Temptation                              | Diversos     | - Publicació: 14 d'agost de 2001 - Discogràfica: Spv - Format: CD                                   |
| 2002 | Personal Depeche. Belarusian DM Tribute                                     | Diversos     | - Publicació: desembre de 2002 - Discogràfica: MSH Records - Format: CD                             |
| 2003 | Color Theory presents Depeche Mode                                          | Color Theory | - Publicació: 25 de novembre de 2003 - Discogràfica: 11th Records - Formats: CD, Descàrrega digital |
| 2003 | Personal Depeche. Belarusian DM Tribute. Second Edition                     | Diversos     | - Publicació: desembre de 2003 - Discogràfica: MSH Records - Format: CD                             |
| 2006 | DM the Revelator (Tribut polonès a Depeche Mode)                            | Diversos     | - Publicació: 11 de desembre de 2006 - Discogràfica: Na Rzekach Art - Format: CD                    |